# شاپور راسخ
شاپور راسخ (زاده فروردین ۱۳۰۳ – درگذشته ۱۶ آذر ۱۴۰۰) جامعه‌شناس و سیاستمدار اهل ایران که رئیس مرکز آمار ایران (۱۳۴۸–۱۳۵۱) بود.

## زندگی‌نامه
وی در فروردین ۱۳۰۳ در تهران در یک خانواده بهایی به دنیا آمد . وی در سه‌شنبه ۱۴۰۰ (۷ دسامبر) در سن ۹۷ سالگی در ژنو، سوئیس درگذشت.

## تالیفات
او به درخواست یونسکو سه کتاب «محتوای آموزش»، «نگاه به سوادآموزی» و «تعلیم و تربیت و فرهنگ صلح» را که هر یک از آنها یک بررسی بین‌المللی به شمار می‌آید به زبان فرانسه نگاشت. کتاب نخست با همکاری «ژرژ وایدآنو»، یکی از صاحب‌نظران حوزۀ تعلیم و تربیت، فراهم آمده است.
- Shapour Rassekh, Georges Vaideanu, " Les contrnus de l'éducation, perspectives mondiales d'ici à l'an 2000» , Bureau international d'éducation, 1987
- Shapour Rassekh, " Regard sur l'alphabétisation, sélection bibliographique mondiale ", Bureau international d'éducation, 1990
- Shapour Rassekh, " Education et culture de la paix, sélection bibliographique mondiale ", Bureau international d'éducation, 1996